# 東条村強盗事件
東条村強盗事件（ひがしじょうむらごうとうじけん）は、1946年（昭和21年）7月23日に、長野県埴科郡東条村（現・長野市）で発生した強盗事件。
日付が変わった数時間後に犯人を取り押さえようとしたところ、犯人が拳銃を乱射し、警察官1人が殉職するという殺人事件に発展した。

## 事件の概要
1946年7月23日午後11時頃、被害者宅に犯人4人組が押し入り、被害者に暴行を加え、現金や時計などを強奪して逃走した。被害者の飼い犬が吠えるのを隣人が気づき、中に入ったところ、家が荒らされているのを発見したため、直ちに東条村役場に急行し、役場の電話で警察に通報した。
長野県警察部では、事件現場を管轄する松代警察署及び隣接する各警察署に緊急配備体制を敷いた。そのころには、既に7月24日になっていた。
屋代警察署でも、緊急配備を敷くことになった。すると、不審な朝鮮人4人が辺りをうろついているのを発見し、署まで同行させることにした。署の玄関前に来たところで4人組が一斉に逃走した。
署員が4人組たちを取り押さえようとしたが、4人組は拳銃を乱射した。そのうちの一発が警察官の身体を貫通し、出血多量で殉職した。4人組はそのまま逃亡した。
警察は警防団にも応援を依頼し、犯人検挙に協力してもらうことになった。すると警防団員より、戸倉上山田温泉の温泉街に不審な朝鮮人5人が泊まっているという情報がもたらされ、直ちに急行し、4人組のうち2人を逮捕、1人の重要参考人を得た。残りの2人もまもなく逮捕された。

## 事件の動機
4人組のうち3人は、戦時中は内地で工員として働いていた。終戦となりいったん朝鮮に帰還したが、日本本土以上に混乱していたので、密航して日本に舞い戻ることになった。この密航のときに3人は知り合い、残りの1人も神戸の闇市で知り合った。
4人組は温泉街で豪遊していたが、所持していた拳銃を誤射し、たまたま同室していた朝鮮人1人（前記の重要参考人）を負傷させてしまった。
そのころになると所持金も少なくなり、医療費の捻出にも事欠くようになったので、長野駅前の闇市に拳銃を売却して資金を得ようとしたが、そこにいた朝鮮人に強盗を唆され、絶好の標的として東条村の被害者宅を勧められたという。

## 事件の顛末
朝鮮人4人組は、強盗罪・殺人罪・公務執行妨害罪などで送検、事件を唆した朝鮮人も強盗教唆罪として送検された。